# Trajano Margarida
Trajano Margarida (Desterro, atual Florianópolis, 16 de janeiro de 1889, — Florianópolis, 14 de fevereiro de 1946) foi um poeta e músico brasileiro. Escrevia sonetos, letras de músicas e marchinhas e foi um dos grandes promotores do carnaval de Florianópolis nos anos 1920 e 1930. Cantava e tocava violão, tornando-se muito famoso nos circuitos boêmios. Junto a dezenas de outros homens negros de Florianópolis, fundou o Centro Cívico e Recreativo José Boiteux, em 1920, associação que lutava por cidadania e contra a discriminação racial, da qual foi presidente duas vezes.

## Biografia
No fim dos anos 1910, começou a lecionar, trabalhando em Florianópolis, Itajaí e Brusque. Em 1914, unido à Ildefonso Juvenal e Agrícola Guimarães, organizou uma celebrada atividade cívico-literária em Florianópolis para marcar os 26 anos da Abolição da Escravidão no Teatro Álvaro de Carvalho. Em 1917, foi nomeado servente da extinta Secretaria Geral do Estado e no ano seguinte passou a trabalhar como amanuense na Secretaria do Interior e da Justiça de Santa Catarina. Em 1920, fundou o Centro Cívico e Recreativo José Boiteux, do qual tornou-se o primeiro presidente e iniciou a campanha para erguer um monumento em homenagem à Cruz e Sousa, concluído em 1923. Participou do grupo fundador do Figueirense Futebol Clube, em 1921, no qual tomou posse como 1º secretário e escreveu seu hino. Era alinhado às ideias do Partido Republicano Catarinense, associando-se à Junta Republicana, em 1922. Em 1925 esteve entre os fundadores do Centro Catarinense de Letras, entidade que buscava ser mais democrática que a Academia Catarinense de Letras. Em 1929, foi promovido a primeiro oficial da Diretoria de Interior e Justiça. Em 1940 faleceu de tuberculose Nelson Margarida, seu único filho, fruto do casamento com Mamede Luz, acontecimento do qual o poeta não se recuperou mais até sua morte, em 1946, de insuficiência cardiocirculatória.

## Obras
- Pátria (1917)
- A fome e a sede no Ceará (1919)
- Minha terra: comemorando a inauguração da Ponte Hercílio Luz e rendendo uma pálida homenagem a seu grande idealizador (1926)
- Carnaval (1930)
- Brack (1936)
- Paz (1936)
- Nelson (1943)